# Ingatambo
Ingatambo (posiblemente del quechua inka inca, tampu posada) es un sitio arqueológico en el Perú. Está situado en el distrito de Pomahuaca, provincia de Jaén, departamento de Cajamarca. Las ruinas se encuentran cerca a la frontera con Ecuador.
En 2005, el Gobierno de Japón envió un equipo de académicos japoneses, de la mano con el Ministerio de Cultura y la UNMSM, para investigar las ruinas de Ingatambo, junto a otros restos arqueológicos vecinos como Yerma y Cañariaco.